# Elena María Martín Yáñez
Elena María Martín Yáñez (Las Palmas de Gran Canària, 12 de maig de 1957) és una política valenciana d'origen canari, diputada a les Corts Valencianes en la III Legislatura.
Es llicencià en filosofia i ciències de l'Educació a la Universitat de Granada en 1981, i s'especialitzà en psicologia clínica i educativa. Militant del PSOE, s'establí al País Valencià i el 1990 fou nomenada secretària de participació de la dona en l'executiva de la Comarca del Túria del PSPV-PSOE.
A les eleccions municipals espanyoles de 1987 fou escollida regidora de cultura a l'Eliana. A les eleccions municipals espanyoles de 1991 fou escollida tinent d'alcalde del mateix ajuntament. Simultàniament fou escollida diputada a les eleccions a les Corts Valencianes de 1991. Ha estat secretària de la Comissió de Política Social i Ocupació de les Corts Valencianes (1991-1995).